# Monocercomonoides
Monocercomonoides – rodzaj pierwotniaków z grupy Metamonada, którego przedstawiciele pasożytują w jelitach owadów, gadów i ssaków. Zaliczany jest do rodziny Polymastigidae.
Kształt owalny lub gruszkowaty o długości 5–15 µm. Występują 4 wici zebrane w dwóch parach.
Ze względu na pasożytniczy tryb życia przedstawiciele rodzaju Monocercomonoides mają uproszczoną budowę. Nie mają diktiosomów ani mitochondriów. Niemniej udało się wykryć u nich białka związane z aparatem Golgiego. W odróżnieniu od innych amitochondrialnych pierwotniaków nie znaleziono u nich ani organelli będących pozostałościami po mitochondriach (np. mitosomów), ani białek typowych dla metabolizmu tych organelli. Oddychają beztlenowo drogą glikolizy, a metabolizm siarkowo-żelazowy, który u prawie wszystkich innych eukariontów jest związany z białkami mitochondrialnymi, u nich jest możliwy dzięki posiadaniu genów innego typu. Wydaje się, że brak mitochondriów nie jest cechą pierwotną, lecz przodkowie Monocercomonoides je utracili, przechodząc na oddychanie beztlenowe. Ostateczna utrata pozostałości mitochondriów była możliwa po przejęciu drogą poziomego przepływu genów bakteryjnych odpowiedzialnych za gospodarkę siarkową.
Przedstawiciel rodzaju Monocercomonoides, PA 203, żyjący w jelitach szynszyli, według stanu wiedzy z 2016 roku był jedynym znanym organizmem jądrowym, który nie ma ani mitochondriów, ani ich homologów, ani białek typowych dla tych organelli. Odkrycia tego dokonał zespół badaczy z Uniwersytetu Karola w Pradze pod kierownictwem Vladimíra Hampla i Anny Karnkowskiej